# 小幡甚三郎
小幡 甚三郎（おばた じんざぶろう、弘化2年12月5日（1846年1月2日） - 明治6年（1873年）1月29日）は、幕末・明治初期の教育者、中津藩士。兄は小幡篤次郎。初期慶應義塾の運営に尽力するとともに慶應4年に日本初のイディオム集『英文熟語集』を編纂、将来を嘱望されたが米国留学中に精神を病み、26歳で客死し埋葬地は日下部太郎と同じ墓地（英:Willow Grove Cemetery）とされる。

## 経歴
中津藩の家臣団である上級藩士の小幡氏。小幡篤蔵の3男として豊前国に生まれ、藩校・進脩館で兄と共に塾頭並をつとめる。
文久4年（1864年）に江戸より帰国した福澤諭吉に伴って江戸へ出て、鉄砲洲中津藩邸にあった慶應義塾で蘭学を学び、非凡の才を認められて、開成所教授手伝並出役となる。明治4年（1871年）芝新銭座から三田に移転するにともなって、慶應義塾の教授法の整備、会計事務などに尽力した。
明治3年（1870年）に文部省に入り『西洋学校軌範』を記して、明治政府が明治5年（1872年）に学制を整備するにあたってこの学校制度案が採用された。次いで藩主・奥平昌邁に随行して米国に渡ったが、急病で客死した。

## 著書
- 『英国軍艦刑法』
- 『西洋学校軌範』
- 『洋兵明艦』
- 『新砲操練』